# Flarid Lagerlund
Flarid Berta Lagerlund, född Karlsson den 8 februari 1910 i Spånga socken i Stockholms län, död 9 april 2022 i Täby, var sedan juli 2019 fram till sin död Sveriges äldsta levande person.
Lagerlund  var Sveriges äldsta levande innevånare sedan Carl Mattssons död den 24 juli 2019, och en av sju svenskar som uppnått en ålder av 112 år.
Lagerlund föddes som dotter till rörarbetaren Axel Teodor Karlsson (1863–1919) och Fredrika Johannesdotter (1860–1943), vilka emigrerade till USA i slutet av 1800-talet för att sedan återvända till Sverige. Hon gifte sig 1937 med Karl Alvar Lagerlund.
Hennes 110:e födelsedag firades på äldreboendet Ångaren i Täby.